# Хоффман Прайс, Эдгар
Эдгар Хоффманн Трупер Прайс (англ. Edgar Hoffmann Trooper Price; 3 июля 1898[…], Фаулер, Калифорния — 18 июня 1988[…], Редвуд-Сити, Калифорния) — американский писатель фантастики и биограф. Самопровозгласил себя «фантаст» для рынка журналов. Написал рассказ в соавторстве с Г. Ф. Лавкрафтом «Врата серебряного ключа».

## Биография
Хоффманн Прайс родился в Фаулере, Калифорния. В ранние годы он заинтересовался Китаем при общении с китайским продавцом в своем городе. Однажды, его мать пригрозила в качестве наказания оставить Прайса с ним, но он не рассматривал это как наказание. Его интерес к Китаю имел и интимный аспект. Его жена позже отметила, что «восточные женщины очаровывают [его]».
Прайс служил в американской армии в Мексике и на Филиппинах, а затем был отправлен во Францию в составе американского экспедиционного корпуса во время Первой мировой войны. Он был чемпионом по фехтованию и боксу, востоковедом-любителем и изучал арабский язык; писатель-фантаст Джек Уильямсон в своей автобиографии «Чудо-дитя» 1984 года назвал Прайса «настоящим живым солдатом удачи».
Первоначально намеревался стать кадровым солдатом и окончил Военную академию США в Вест-Пойнте в 1923 году. Начиная с 1924 года Прайс устроился на работу в Union Carbide на заводе недалеко от Нового Орлеана. Он купил пишущую машинку и в свободное время начал писать рассказы. После многочисленных отказов он продал свою первую статью «Треугольник с вариациями» журналу «Droll Stories» в 1924 году. Сразу же опубликовал свой первый рассказ «Дар раджи» из множества последующих в журнале «Weird Tales» (январь 1925 года).
В 34 года, к 1932 году, Прайс был уволен с работы в Union Carbide и полностью посвятил себя писательству. Он переехал в Манхэттен и начал много писать для бульварных журналов. За свою литературную карьеру Хоффманн Прайс писал художественную литературу для широкого круга изданий: от «Argosy» до «Terror Tales», от «Скоростного детектива» до «Пикантных мистических историй». Тем не менее, его наиболее легко узнавали как автора «Weird Tales», одного из группы, которая регулярно писала для редактора журнала Фарнсворта Райта, которому также присылали свои работы Г. Ф. Лавкрафт, Роберт Говард, Кларк Эштон Смит и многие другие писатели. Прайс опубликовал 24 рассказа в «Weird Tales» в период с 1925 по 1950 год, а также три совместных рассказа с Отисом Адельбертом Клайном и свои работы с Лавкрафтом.
«Незнакомец из Курдистана», опубликованный в 1925 году, был ещё одним ранним рассказом, появившимся в «Weird Tales». В этой истории рассказывается о диалоге между героем и сатаной, — за что она была раскритикована некоторыми читателями как кощунственная, но оказалась популярной среди читателей Weird Tales. (Лавкрафт утверждал, что нашёл рассказ особенно сильным). Рассказ «Дочь неверного» (1927), — сатира на Ку-клукс-клан, также разозлила некоторых южных читателей, но редактор Райт высказывался в защищал этого рассказа.
Прайс работал в различных популярных жанрах, включая научную фантастику, ужасы, криминал и фэнтези, но наибольшую известность ему принесли приключенческие рассказы с восточной обстановкой и атмосферой. Прайс также внес свой вклад в недолговечный журнал Фарнсворта Райта «The Magic Carpet» (1930-34) вместе с Т. Э. Д. Кляйном, Говардом, Смитом и другими завсегдатаями Weird Tales. Для «Spicy Western Stories» Прайс написал серию о похотливом ковбое Саймоне Боливаре Граймсе. Для «Clues Detective Stories» Прайс создал сериал, посвященный Павангу Али, малазийскому детективу из Сингапура.
Как и многие другие писатели бульварного чтива, Прайс не мог содержать себя и свою семью за счет доходов от литературы. Живя в Новом Орлеане в 1930-х годах, он какое-то время работал в Union Carbide Corporation. Тем не менее, ему удавалось много путешествовать и поддерживать дружеские отношения со многими другими писателями, включая Клайна и Эдмонда Гамильтона. Во время поездки в Техас в середине 1930-х годов Прайс был единственным писателем, который встретился с Робертом Говардом лицом к лицу. Он также был единственным человеком, который, как известно, лично встречался с Говардом, Лавкрафтом и Смитом (великим «Триумвиратом» авторов в ранних рассказах «Weird Tales»). За свою долгую жизнь Прайс оставил воспоминания о многих значимых фигурах бульварного чтива, в том числе о Говарде, Лавкрафте и Гамильтоне.
В 53 года, к 1951 году, он переехал в Редвуд-Сити, Калифорния. Его интерес к астрологии привел его к развитию связей со Шри Рам Махрой, тибетским теологом.
В конце жизни Прайс пережил серьёзное литературное возрождение. В 1970-х и 80-х годах он выпустил серию научно-фантастических, фэнтезийных и приключенческих романов, опубликованных в мягкой обложке; Одним из примечательных примеров являются «Дьявольские жены Ли Фонга» (1979). При жизни он опубликовал два сборника своих бульварных рассказов — «Странные врата» и «Далекие земли, другие дни». В этот период Прайс часто переписывался с писателем Ричардом Л. Тирни.
Прайс был одним из первых ораторов в Обществе мальтийских соколов в Сан-Франциско в 1981 году.
В 1984 году он получил премию Всемирную премию фэнтези за заслуги перед жанром. Сборник его литературных мемуаров «Книга мертвых: Друзья прошлых лет, беллетристы и другие» был опубликован посмертно в 2001 году. Среди его друзей-писателей и коллег были Ричард Л. Тирни, Г. Ф. Лавкрафт, Август Дерлет, Джек Уильямсон, Эдмонд Гамильтон, Роберт. Говард, Кларк Эштон Смит, Генри Каттнер, Сибери Куинн, Отис Адельберт Клайн, Ральф Милн Фарли, Роберт Спенсер Карр, Фарнсворт Райт и другие.
Прайс был буддистом и сторонником Республиканской партии.
Он умер в Редвуд-Сити, Калифорния, в 1988 году.

## Сотрудничество с Лавкрафтом
Лавкрафт телеграфировал Прайсу, когда посетил Новый Орлеан в июне 1932 года и они провели большую часть следующей недели вместе. Опровергнутый миф утверждает, что Прайс взял Лавкрафта в бордель Нового Орлеана, где Лавкрафт с удивлением обнаружил, что некоторые из сотрудников были поклонниками его творчества; та же самая апокрифическая история была первоначально рассказана о Сибери Куинне некоторое время назад.
Встреча Прайса и Лавкрафта положила начало переписке, продолжавшейся до самой смерти Лавкрафта. Одно время они даже предлагали создать команду писателей, чья производительность, по причудливому предсказанию Лавкрафта, «по консервативным оценкам, достигнет миллиона слов в месяц». Для своего сотрудничества они планировали использовать псевдоним «Этьен Мармадюк де Мариньи»; аналогичное имя использовалось для персонажа в «Врата Серебряного Ключа», единственной их совместной работе. Ещё одно сотрудничество Лавкрафта и Хоффмана Прайса — рассказ «Тарбис озера».
Эта история берет свое начало в энтузиазме Прайса по поводу более раннего рассказа Лавкрафта, о чём он заявил: «Одной из моих любимых историй Г.Ф.Л. был и остается „Серебряный ключ“», — писал Прайс в мемуарах 1944 года. «Рассказывая ему об удовольствии, которое я получил от его перечитывания, я предложил продолжение, объясняющее действия главного героя Рэндольфа Картера после его исчезновения». Первый черновик был написан в августе 1932 года; В апреле 1933 года Лавкрафт выпустил версию из 14 000 слов, что, по оценке Прайса, оставила без изменений «менее пятидесяти его оригинальных слов», хотя «Энциклопедия Лавкрафта» сообщает, что Лавкрафт «сохранил как можно больше концепции и идей Прайса».
В любом случае Прайс был доволен результатом, написав, что Лавкрафт «конечно, был прав, отбросив все, кроме основного плана. Я мог только удивляться, как он сделал так много из моего неадекватного и неуклюжего начала». Рассказ появился с подписями обоих авторов в июльском номере журнала Weird Tales за 1934 год. Черновик Прайса был опубликован как «Повелитель иллюзий» в «Склепе Ктулху № 10» в 1982 году.
Прайс посетил Лавкрафта в Провиденс летом 1933 года. Когда он и общий друг появились в доме Лавкрафта с шестью упаковками пива, трезвенник Лавкрафт, как говорят, заметил: «И что ты собираешься делать с таким количеством пива?».

### Фантастика
- Operation Misfit (1980)
- Operation Longlife (1983)
- Operation Exile (1985)
- Operation Isis (1986)

### Фентези
- The Devil Wives of Li Fong (1979)
- The Jade Enchantress (1982)

### Рассказы
- Strange Gateways (1967)
- Far Lands, Other Days (1975)
- Three Cliff Cragin Stories (1987)
- Satan’s Daughter and Other Tales from the Pulps (2004)
- Valley of the Tall Gods and Other Tales from the Pulps (2006)

### Черновики
- The Weird Tales Story (1999)
- Book of the Dead: Friends of Yesteryear, Fictioneers and Others (2001)